# Due mogli sono troppe
Due mogli sono troppe és una pel·lícula italiana de 1950 dirigida per Mario Camerini.

## Argument
Després de la Segona Guerra Mundial, l'anglès David Fry, que va participar en la campanya d'Itàlia com a sergent, decideix tornar a visitar Venècia i Roma en la seva lluna de mel amb la seva jove núvia Catherine. Després d'un viatge difícil, la parella no arriba a Venècia: un cop a Roma, s'embarquen per error al tren cap a Cassino. David relata amb freqüència l'episodi del qual havia estat protagonista fa un temps: durant la guerra, el sergent va arribar per casualitat al poble de Poppi del Sangro, i per una sèrie de circumstàncies fortuïtes hi va entrar primer i sol, sent acollit triomfalment com a l'heroi alliberador. Ara de tornada a Poppi, David és rebut amb alegria per la família Maggini, que l'havia acollit. Però quan l'exsergent els presenta a la seva jove núvia, els Maggini cauen dels núvols: de fet afirmen que al final del conflicte David es va casar amb la seva filla Rosina, amb qui va tenir un fill. L'anglès està desorientat, Catherine se sent traïda i fuig. Finalment s'explica el malentès: durant la guerra Rosina havia tingut una aventura amb Rocco, un conciutadà, que després s'emportaren els alemanys: la noia es va inventar el matrimoni amb el sergent per justificar el naixement d'un fill. Però en aquell moment torna en Rocco: tot s'arregla i els dos joves es casen.

## Repartiment
- Sally Ann Howes: Katherine Wilkes
- Griffith Jones: David Fry
- Kieron Moore: Rocco
- Lea Padovani: Rosina Maggini
- Ada Dondini: mamma Pia
- Luigi Moneta: nonno Maggini
- David Keir: professor
- Pietro Meloni: Churchill

## Curiositats
La pel·lícula es va rodar gairebé íntegrament a Colli a Volturno, a la província d'Isernia a Molise encara que a la ficció la ciutat es digui Poppi del Sangro.